# Los amigos (film 1972)
Los amigos è un film italiano del 1973 diretto da Paolo Cavara.

## Trama
Johnny Ears e l'amico sordomuto Erastus "Deaf" Smith giungono nel Texas, nel 1834, per sgominare la cospirazione del generale Lucius Morton contro Huston, presidente della neonata Repubblica texana. Ci riusciranno e Johnny coglierà l'occasione per innamorarsi di Susie, una prostituta. Ma l'amicizia tra i due è destinata a rompersi.